# Latarnia morska Sorgu
Latarnia morska Sorgu (est. Sorgu tuletorn) – latarnia morska zbudowana na wyspie Sorgu. Na liście świateł nawigacyjnych Estonii – rejestrze Urzędu Transportu Morskiego (Veeteede Amet) w Tallinnie – ma numer 860.
Pierwsza latarnia morska na wyspie Sorgu w zatoce Parnu zbudowana w 1864 roku jako drewniana wieża. W 1904 roku zastąpiono ją latarnią zbudowaną z cegły. Projektantem był inżynier wojskowy Alexander Yaron. W czasie I wojny światowej latarnia i zabudowania ją otaczające uległy poważnym zniszczeniom.
Obecnie zasięg światła wynosi 7 Mm. Jego charakterystyka to: 1 + 1 + 1 + 6 = 9 s.